# 井上重治
井上 重治(いのうえ しげはる、1931年 - 2012年5月19日)は、日本の研究者。抗菌アロマテラピーの第一人者。

## 人物
1931年、埼玉県長瀞町(旧白鳥村)に生まれる。1950年、埼玉県立熊谷高等学校を卒業。1954年、東京大学医学部薬学科卒業。1965年米国オハイオ州立大学化学科に留学する。明治製菓に入社し、その後40年間抗生物質の研究に従事する。その間『メイセリン』を発明する。1989年明治製菓・薬品総合研究所副所長兼探索研究所長。1996年千葉大学真菌医学研究センター客員教授、以後抗菌アロマテラピーの研究に従事する。1997年帝京大学医真菌研究センター非常勤講師。2000年井上ハーブ園開設。2008年秩父ハーブ研究開発株式会社に参画。氷山の写真や短歌など芸術分野でも活躍していた。2012年5月19日前立腺がんの転移進行により亡くなる。

## 著書
- 微生物と香り
- 抗菌アロマテラピーへの招待
- サイエンスの目で見るハーブウォーターの世界
- マルベリーの恵み
- 生きる力 自然から学ぶ健康法(香りで美と健康シリーズ1)
- 中村利幸の秩父・花物語
- カラコラム水物語:カラコラム・ヒマラヤの高山と氷河と生き物をめぐる水の連鎖
- 歌集 カラコラム